# Arabische Badmintonmeisterschaft 2021
Die Arabische Badmintonmeisterschaft 2021 fand vom 13. bis zum 15. November 2021 in Hamad Town statt.

## Sieger und Platzierte
| Disziplin    | Gold                               | Silber                          | Bronze                                            |
| ------------ | ---------------------------------- | ------------------------------- | ------------------------------------------------- |
| Herreneinzel | Adnan Ebrahim                      | Bahaedeen Alshannik             | Ahmad Aljallad                                    |
| Herreneinzel | Adnan Ebrahim                      | Bahaedeen Alshannik             | Sif Eddine Larbaoui                               |
| Dameneinzel  | Domou Amro                         | Halla Bouksani                  | Malak Ouchefoune                                  |
| Dameneinzel  | Domou Amro                         | Halla Bouksani                  | Marah Omar                                        |
| Herrendoppel | Mammeri Koceila Youcef Sabri Medel | Adnan Ebrahim Jaffer Ebrahim    | Sif Eddine Larbaoui Mohammed Abdel Aziz Ouchefoun |
| Herrendoppel | Mammeri Koceila Youcef Sabri Medel | Adnan Ebrahim Jaffer Ebrahim    | Izzeldeen Abu Arrah Bahaedeen Alshannik           |
| Damendoppel  | Domou Amro Marah Omar              | Halla Bouksani Malak Ouchefoune | Rana Abu Harbesh Haya Almudarra                   |
| Damendoppel  | Domou Amro Marah Omar              | Halla Bouksani Malak Ouchefoune | Maryam Alblooshi Hind Aljanaahi                   |
| Mixed        | Adham Elgamal Doha Hany Mostafa    | Bahaedeen Alshannik Domou Amro  | Mohammed Abdel Aziz Ouchefoun Yassmin Chibah      |
| Mixed        | Adham Elgamal Doha Hany Mostafa    | Bahaedeen Alshannik Domou Amro  | Mammeri Koceila Halla Bouksani                    |